# Tabelot
Tabelot (auch: Tabelott) ist eine Landgemeinde im Departement Tchirozérine in Niger.

## Geographie

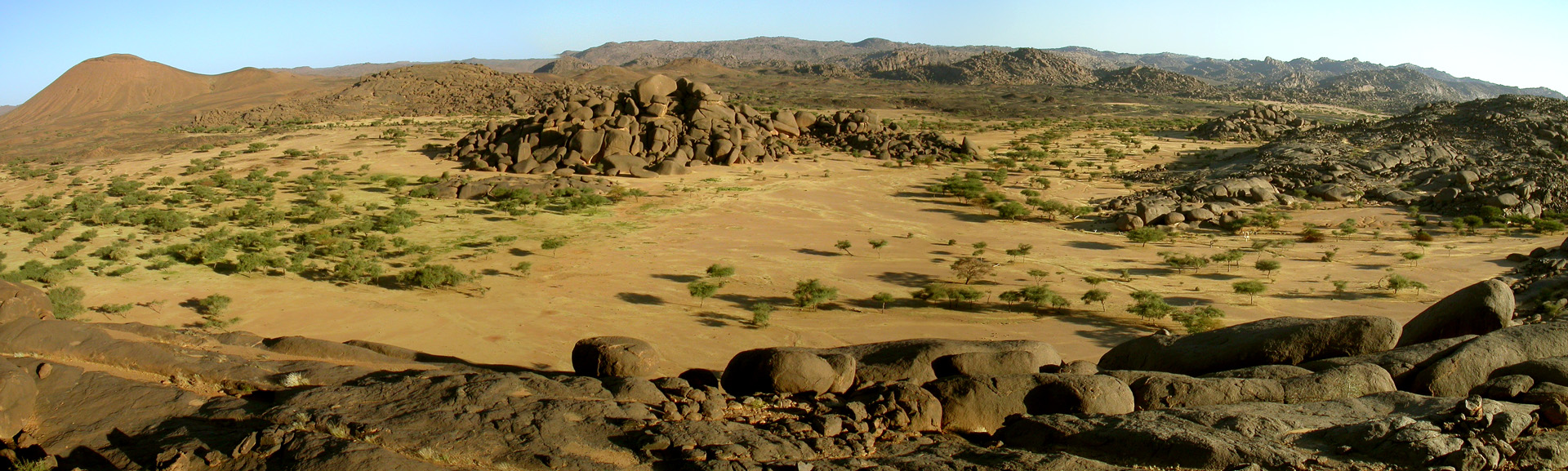
Monts Bagzane im Gemeindegebiet von Tabelot

Bei den Siedlungen im Gemeindegebiet handelt es sich um 114 Dörfer, 20 Weiler, 4 Lager und 21 Wasserstellen. Tabelot beansprucht außerdem die Wasserstelle Echker in der Nachbargemeinde Aderbissinat. Der Hauptort der Landgemeinde ist das Dorf Tabelot. Die Oase liegt auf einer Höhe von 857 m in einem Tal am südöstlichen Rand der Monts Bagzane, der höchsten Region des Hochgebirges Aïr in der Sahara.
Die Nachbargemeinden Tabelots sind Timia im Norden, Fachi im Osten, Aderbissinat im Süden, Tchirozérine im Südwesten und Dabaga im Nordosten.
Teile der Gemeinde gehören zum Naturschutzgebiet Aïr und Ténéré, das als UNESCO-Welterbe klassifiziert ist, und zum Naturreservat Termit und Tin-Toumma, einem der größten Naturschutzgebiete auf der Landfläche der Erde. Im Gemeindehauptort wurden die Vogelarten Rotgesichtlöffler (Platalea alba), Löffler (Platalea leucorodia) und Afrikanischer Strauß (Struthio camelus) sowie die Schlangenart Telescopus tripolitanus beobachtet.

## Geschichte
Im Gemeindegebiet befindet sich die Ausgrabungsstätte von Gobero mit einem Gräberfeld aus dem Holozän. Im Jahr 1947 richtete die damalige französische Verwaltung in Tabelot eine Schule speziell für die nomadische Bevölkerung ein.
Die Landgemeinde Tabelot entstand als Verwaltungseinheit 2002 in einem zuvor gemeindefreien Gebiet. Im Jahr 2009 verursachten Überschwemmungen in verschiedenen Orten im Gemeindegebiet materielle Schäden, von denen insgesamt über 8000 Einwohner unmittelbar betroffen waren. Der staatliche Stromversorger NIGELEC elektrifizierte den Hauptort ab 2013.

## Bevölkerung

Tuareg in Tabelot

Bei der Volkszählung 2012 hatte die Landgemeinde 38.994 Einwohner, die in 7.528 Haushalten lebten. Bei der Volkszählung 2001 betrug die Einwohnerzahl 20.667 in 3.820 Haushalten.
Im Hauptort lebten bei der Volkszählung 2012 1.956 Einwohner in 339 Haushalten und bei der Volkszählung 2001 1.499 in 277 Haushalten.
In ethnischer Hinsicht ist die Gemeinde ein Siedlungsgebiet von Tuareg. In der Gegend des Hauptorts leben Angehörige der Tuareg-Gruppe Imakitan.

## Politik
Der Gemeinderat (conseil municipal) hat 13 Mitglieder. Mit den Kommunalwahlen 2020 sind die Sitze im Gemeinderat wie folgt verteilt: 9 MNSD-Nassara und 4 PNDS-Tarayya.
Jeweils ein traditioneller Ortsvorsteher (chef traditionnel) steht an der Spitze von 106 Dörfern in der Gemeinde, darunter dem Hauptort.

## Kultur und Sehenswürdigkeiten
Mit geräumigem Abstand zur Profanbebauung steht in der Ortsmitte eine Freitagsmoschee unbekannten Baujahrs. Ihr Zustand ist renovierungsbedürftig, da der Putz allseitig verwittert ist. Die Gesamtanlage der Hof-Moschee umfasst eine Fläche von 425 Quadratmetern. Auf den Innenhof entfallen dabei 243 Quadratmeter, inklusive eines Nebengebäudes, in welchem an der Westseite eine Madrasa untergebracht ist. Die Madrasa ist ein zweischiffiges Flachdachgebäude mit Eckzinnen und westlichem Zugang. Sie ist galerieartig an allen anderen seiten zum Hof geöffnet. Das Betraumgebäude ist als ausgeprägte Queranlage konzipiert, mit Mihrāb-Abside. Die Außenmauern erscheinen ungegliedert und betont schmucklos. Der Innenraum hat drei Transversalschiffe.
An der südlichen Ortsperipherie liegt eine weitere kleine Ortsviertel-Moschee.

## Wirtschaft und Infrastruktur

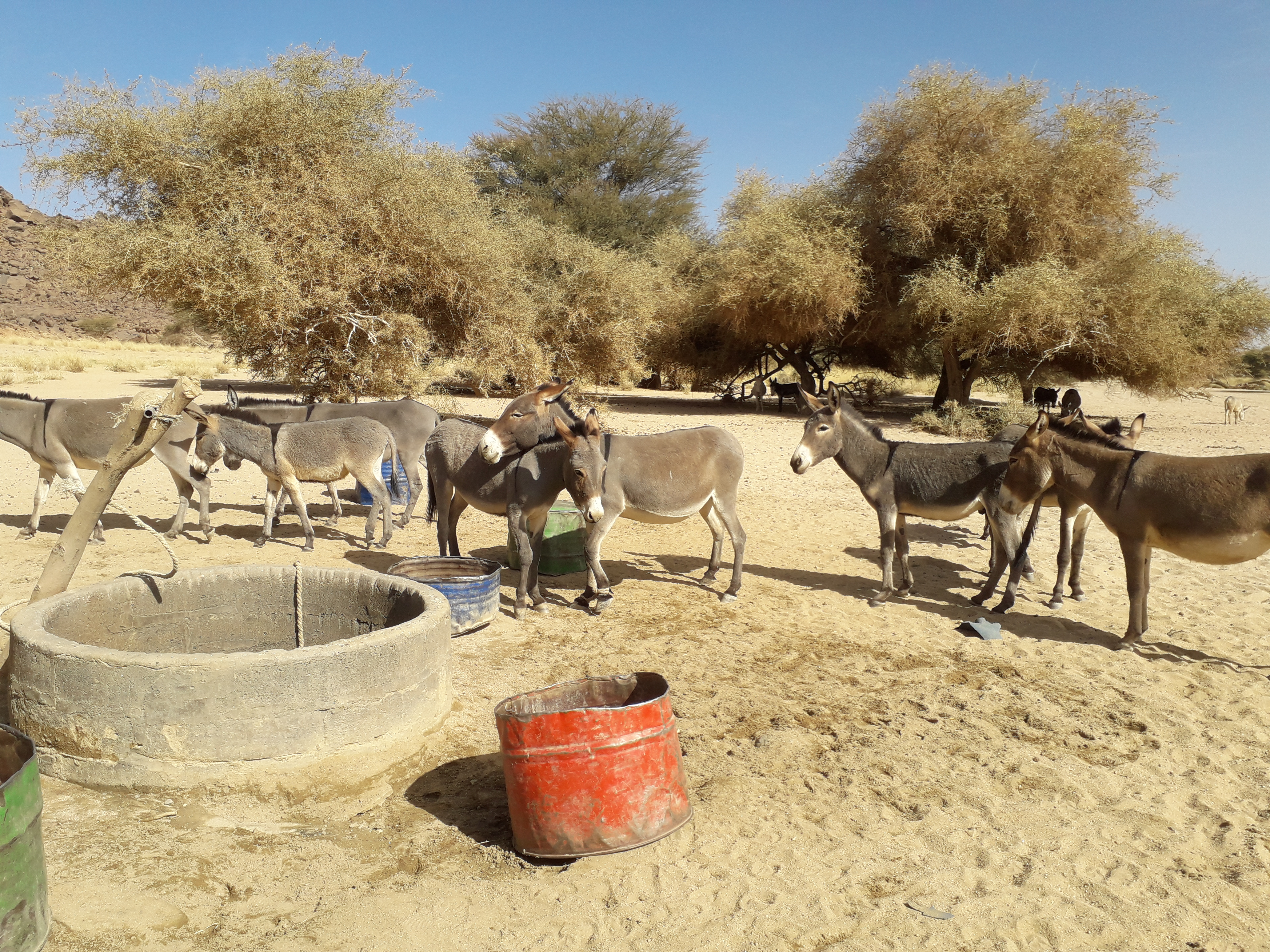
Esel an einem Brunnen in Tabelot

In den Gärten von Tabelot wird Landwirtschaft betrieben. Angebaut werden unter anderem Datteln, Hirse, Kartoffeln und Zwiebeln. Die Zwiebeln sind eine wichtige Handelsware, die in die Regionalhauptstadt Agadez gebracht wird. In Tabelot befindet sich außerdem ein insbesondere für den Handel mit Algerien bedeutender Viehmarkt. Das staatliche Versorgungszentrum für landwirtschaftliche Betriebsmittel und Materialien (CAIMA) unterhält Verkaufsstellen im Hauptort sowie in den Dörfern Abardak, Afassas, Atkaki, Bargot, Ebey, Ilayalane, Inwajoud Intédéné, Intirzawène, Tadara, Tagalat und Talat. Die agrarmeteorologische Messstation im Hauptort liegt auf 848 m Höhe und wurde 1977 in Betrieb genommen.
Gesundheitszentren des Typs Centre de Santé Intégré (CSI) sind im Hauptort sowie in den Siedlungen Afassas, Ilayalane, Tadaodao Ewek und Talat vorhanden. Das Gesundheitszentrum im Hauptort verfügt über ein eigenes Labor und eine Entbindungsstation. Der CEG Tabelot ist eine allgemein bildende Schule der Sekundarstufe des Typs Collège d’Enseignement Général (CEG). Beim Centre de Formation aux Métiers de Tabelot (CFM Tabelot) handelt es sich um ein Berufsausbildungszentrum.
Durch den Süden der Gemeinde verläuft die 1207 Kilometer lange Nationalstraße 21 zwischen Agadez und Toummou. Der Gemeindehauptort Tabelot ist über die 135 Kilometer lange Landstraße RR1-001 mit der Nationalstraße 21 verbunden.

## Partnergemeinde
- Trébrivan in Frankreich[27]

## Persönlichkeiten
- Tchimadem Hadattan Sanady (* 1966), Finanzbeamtin und Politikerin, geboren im Dorf Abardak